# Gewerkschaftlicher Beratungsausschuss bei der OECD
Der Gewerkschaftliche Beratungsausschuss bei der OECD (kurz TUAC bzw. englisch Trade Union Advisory Committee to the OECD) ist eine gewerkschaftliche Interessenvertretung bei der Organisation für wirtschaftliche Zusammenarbeit und Entwicklung (OECD). Sie sieht sich selber als Schnittstelle der Gewerkschaften zur OECD und hat die Aufgabe, die Sicht auf die globalen Märkte um eine soziale Perspektive zu erweitern. Der TUAC koordiniert und vertritt den Standpunkt der Gewerkschaftsbewegung in den Industrieländern.
Das Gremium wird mittlerweile – zusammen mit dem Beratenden Ausschuss der Wirtschaft bei der OECD (BIAC) – als integraler Akteur des OECD-Ökosystems angesehen. Die 1948 gegründete Organisation verfügt über 59 Mitglieder (Gewerkschaften) in den OECD-Ländern sowie eine Reihe assoziierter Mitglieder. Sie vertrat im Jahr 2018 nach eigener Aussage mehr als 58 Millionen Arbeitnehmer und hat ihren Sitz in Paris, Frankreich. Vorsitzender ist Richard Trumka.